# Млынары (станция)
Млынары (пол. Młynary) — пассажирская и грузовая железнодорожнаястанция в городе Млынары, в Варминьско-Мазурском воеводстве Польши. Имеет 2 платформы и 3 пути.
Станция построена на железнодорожной линии Мальборк — Калининград. Кроме того с 1945 года здесь ведёт к российско-польской границе грузовая линия Богачево — Мамоново с шириной русской колеи.